# Fritillaria oranensis
Fritillaria oranensis är en liljeväxtart som beskrevs av Auguste Nicolas Pomel. Fritillaria oranensis ingår i Klockliljesläktet och i familjen liljeväxter. Inga underarter finns listade.